# 登録名
登録名（とうろくめい）とは、主にスポーツにおいて、選手が統括団体に登録する際に用いる名前のこと。

## 概要
一般には戸籍等の公的書類で用いられる名前（本名、戸籍名）がそのまま登録名として用いられるが、特定の競技大会における選手の識別や記録の一貫性を保つ目的で使用されるので、本名である必然性は特にない（例えば結婚などにより戸籍では改姓した選手の、旧姓名の使用などがある）。国際大会ではアルファベット表記に頼らざるを得ず、本名の表記や発音が難しいなどの問題に直面することがある。プロスポーツにおいては興行面でのアピールという観点から、本名とは異なる名称を冠することが有利に働くことがしばしばある。
こうしたことから、スポーツの世界においては本名以外の登録名を許可している団体も多い。
本名による登録名の場合、報道においては下の名前を省略することが多いが、表記において同姓の選手と区別が必要なときは下の名前の一文字目を、そのまま名字の後ろに付けるか括弧で括って付記する形にする場合が多い。見出しなどで大文字の場合は下の名前の一文字目に小さな文字を使用することが多い。かつて同姓同名の選手が同じプロ野球チームやプロゴルフ界に所属していたときがあり、その際には独自の区別が行われた。

## 団体ごとの規定
日本においても、相撲の四股名という形で古くから競技における登録名が用いられていた。また、プロボクシングやプロレスリングなどでは選手の強さを誇示するような登録名（リングネーム）を用いることがしばしばある。

### 日本プロ野球
日本プロ野球（NPB）では、日本人選手では古くから本名の、特に下の名前について改名や漢字表記の変更は良く行われてきた。とりわけ1994年、鈴木一朗と佐藤和弘（共にオリックス）がそれぞれ登録名をイチロー、パンチとしたことから、日本人選手でも本名と別の登録名を用いることが浸透していった。特に本名の下の名前のみを登録名とするケースが多い。
なお読売ジャイアンツは、長嶋茂雄監督の発案で河野博文の登録名をあだ名の「ゲンチャン」（北京原人に似ているため）で申請したが、1997年1月にセントラル・リーグの理事会で却下された。同理事会は、「ゲン」なら受け付けるとしていたが、長嶋監督のメンツを潰された形となった巨人はそれに応じず、一転して登録名自体を球団として認めない方針をとるようになった。そのため、カツノリやサブローは巨人への移籍にあたって登録名を本名の「野村克則」、「大村三郎」に変更している。なお、認めない方針が一般的に認知されるようになってからも、日本ハム時代の「MICHEAL」が認められたマイケル中村の例もある。また、2021年ドラフト1位で巨人に入団した翁田（おうた）大勢は、当時チームに太田（おおた）龍が在籍していたため登録名を「大勢」にするとし、名前での登録は球団日本人初と報道された（ただし、MICHEALは日本国籍保持者なので実際には異なる）。その後、ソフトバンクからトレードで移籍してきた砂川リチャードもソフトバンク時代と同じく「リチャード」で登録された。改名を認めないのはあくまでも愛称を使用する場合であり、中島宏之や亀井善行など漢字表記の変更は巨人でもしばしば見られる。
ハーフ選手の場合、日本式の姓名に短縮する形でフルネームを省略して登録していることがほとんどである（例：ダルビッシュ有←ダルビッシュ・セファット・ファリード・有、加藤豪将←加藤・ジョン・豪将など）。仲尾次・オスカル・正樹はルーキーイヤーの3月28日まで「仲尾次オスカル」で登録されており、初登板の3月27日に初勝利を挙げた後、29日から「オスカル」に登録名を変更して6月26日に2勝目を挙げ、1シーズンで異なる登録名で勝利を挙げた珍しい例となった。純日本人でも、出身国や宗教の関係でミドルネームを持つ選手は同様となる（野村佑希←野村・ジェームス・佑希など）。
プロ野球選手引退後にタレント活動する場合、現役時代は本名と同じ登録名で活動しながら本名と違う芸名、あるいは本名と異なる登録名で活動した場合は本名とも登録名とも異なる芸名にする者もいる（前者が定岡徹久→テツ定岡、大久保博元→デーブ大久保、内藤尚行→ギャオス内藤、亀山努→亀山つとむ。後者がパンチ→パンチ佐藤、仲田幸司→マイク仲田、アニマル・レスリー→亜仁丸レスリー）。プロ野球OBによる野球リーグのマスターズリーグで現役時代とは別の登録名とする場合もあった（香川伸行→ドカベン）。

#### 外国人選手
外国人選手の場合、漢字文化圏の選手は日本人同様に姓名併記で登録される一方、それ以外の地域からの選手はファーストネームを頭文字一文字とされた上でピリオドで区切ってファミリーネームを表記する登録名となるのが原則である（例：アレックス・ラミレス→A.ラミレス、トレバー・バウアー→T.バウアー）。ただし、後者に当たる場合でもマットホワイト、カルロス・ロサ、アンソニー・カーターなど、呼びやすさなどからフルネームで登録された選手もいる。
発音や表記はメディアによって微妙に異なることがあるが、入団時に球団が公式な表記を発表したあとは基本的にそれに従うことになる。ルーク・ファンミルの「ファン」とリック・バンデンハークの「バン」は同じ「van」（前者はオランダ語読み、後者は英語読み）であるが球団発表の表記にばらつきがあり、2017年WBCで2人が同じオランダ代表に入った際もこの表記のばらつきに変化はなかった。また、発音や表記の面で本名とは別の登録名を用いることが多く見られる。
そのほか、ファミリーネームを登録名とすると、日本語では発音しにくく馴染まないためや、縁起の悪い意味にとられてしまうことで、ファーストネームやフルネームを登録名とすることもある。前者ではキラ・カアイフエ（カアイフエは日本語では発音しにくいためキラとした）、後者では特に中日ドラゴンズや阪神タイガースで多く、中日ではバンス・ロー（ファミリーネームが「low」→「（成績が）低い」を連想させるため、マスコミなどの揶揄を嫌いフルネームのバンスローとした）、ジョージ・ヒンショー（ファミリーネームが「貧小」「貧相」などの言葉を連想させるため、ファーストネームのジョージとした）、アレックス・オチョア（ファミリーネームが「おっちょこちょい」を連想させるため、ファーストネームのアレックスとした）、ブラッドリー・バーゲセン（ファミリーネームが「バーゲンセール」を連想させると監督の高木守道が難色を示したため、ファーストネームのブラッドリーとした）。阪神ではグレン・デービス（ファミリーネームが大麻取締法違反で解雇された近鉄バファローズのリチャード・デービスのイメージが強いため、ファーストネームのグレンとした）、ダーウィン・クビアン（ファミリーネームが「馘首（解雇）」を連想させるため、またファーストネームから進化論を連想させるため、ファーストネームのダーウィンとした）などがその例である。また、西武ライオンズのスティーブ・オンティベロス、テリー・ウィットフィールドのように、当時の電光掲示板では長すぎるファミリーネームを表示しきれなかったためファーストネームを登録名としていた事例もある（ただし、現在では電光掲示板の性能向上により解消されつつあり、コーリー・スパンジェンバーグなど長いファミリーネームのままでの登録名も出てきている）。
2000年に中日に在籍していたデーブ・ニルソンは、オーストラリア特有のイヌにちなんでディンゴで登録されていた。

#### 本名表記
変則的な登録名の選手の場合、原則として別に本名表記も登録されている。外国人選手の場合、先述したイニシャル表記型の登録名の選手でも省略しない形の本名が別に記載されている（概ね1970年代以前に在籍した、時代が古い選手は表記のない場合もある）。
ただし、この表記は厳密な本名でなければならないわけではなく、日本式の姓名であれば本名が記載されない選手もいる。例えば先述した中島宏之は本名である「中島 裕之」が表記されておらず、雄太は本来の本名である「川井 進」ではなく愛称の「川井 雄太」が本名として表記されている。ミドルネームを省略して登録しているハーフ選手の場合も、基本的に本名表記には反映されていない。

### 日本の独立リーグ
四国アイランドリーグplusやベースボール・チャレンジ・リーグなどの独立リーグでも、球団によっては本名以外の登録名が認められている場合がある。

### 日本の高校野球
東京ヤクルトスワローズの山田哲人は、高校時代、字画が良くないとして「人」の字の右払いに「ノ」を加えた漢字（存在しない漢字）をメンバー表で用いて高野連にも提出しており、NHKの高校野球中継ではその漢字で紹介されていた。日本高野連への選手登録は本名が原則であるが、在日韓国・朝鮮人などは通名の使用が認められている（金村義明など）。場内アナウンス・スコアボード表記には原則として苗字が用いられるが、外国籍選手の場合は名前で表記されることがある（グエン・トラン・フォク・アン→「アン」など）。

### 日本のプロサッカー
プロサッカーのJリーグでも、ブラジル人選手を中心として外国人選手が愛称や略称を登録名とすることが多い。日本人選手については改名や表記変更によるものしか認めていない。
Jリーグ規約では、2019年よりネーム表記を「氏名、氏名の一部、登録名、登録名の一部」のみとするということが定められている。過去は中澤佑二の「BOMBER（ボンバー）」などが使用できたが、中澤の引退を機に登録名に含まれていない愛称は原則として使用不可となった。例として2022年、当時清水エスパルス所属のディサロ燦シルヴァーノが愛称である「LELE（レレ）」で登録しようとしたが規約違反になるため、「DISARO'」で登録した。

### 日本のプロゴルフ
日本のプロゴルフにおいて、本名とは異なるツアー参戦時の名前を日本プロゴルフ協会または日本女子プロゴルフ協会に申請して審査を通過すれば、登録名として使用することができる。
代表的なものにすし石垣が挙げられる。一方、横峯さくらは「さくら」の登録名を申請したが、却下された。

### 日本の囲碁棋士
日本棋院や関西棋院では、外国出身の棋士は登録名や読み方を本人の申告としている。
過去には中国、台湾、韓国出身の棋士は、呉清源（ご せいげん）、王立誠（おう りっせい）、趙治勲（ちょう ちくん）など日本語読みで登録することが多かったが、卞聞愷（ビャン ウォンケイ）、李沂修（リ イシュウ）、金秀俊（キム スジュン）など本来の発音に近い読み方で登録する棋士も多い。また韓国出身のホン・マルグンセムは、「マルグンセム（清い泉）」に相当する漢字が無いため意訳した「洪清泉（ほん せいせん）」で登録している。
結婚後に姓を変更する者（杉内寿子）と、変更しない者（星合志保と孫喆）がいる。
アルファベット表記は「名字（大文字）,名前」に統一されている。

### 自動車レース
フォーミュラ1においては、基本的にアルファベット表記を使用するが、本人の意向により表記の変更が可能である。

## 本名以外の登録名の例
- 旧姓を用いる場合
  - 改姓した後も、登録名としては旧姓の使用を継続する場合がある。土佐礼子（村井、マラソン選手）、上村愛子（皆川、モーグル選手）、守屋美穂（山口、競艇選手）、藤田伸二（小川）・宮下瞳（小山[14]、いずれも騎手）、加瀬加奈子（渡邊、ガールズケイリン選手）、沼春雄（将棋棋士）、結婚した囲碁棋士の星合志保と孫喆は、両者とも結婚前のまま登録している。
  - 競技によってはオリンピックなどの国際大会では身分証明としてパスポート提示が義務付けられるため、田中美音子（平井、ハンドボール選手）や栗原三佳（藤高、バスケットボール選手）、古賀紗理那（西田、バレーボール選手）のように国内大会と国際大会で使い分ける場合もある。一方、小磯典子（バスケットボール選手）は結婚後も旧姓である濱口でプレーを続けたが、2008年の日本代表復帰を機に登録名も現姓に変更した。
  - 蔵本英智（プロ野球選手）は婿入りし説田姓となった後も旧姓を使用していたが、2004年より「英智」に登録名を変更、コーチ就任後も引き続き使用している。
  - 矢崎拓也（プロ野球選手）は2018年1月に結婚して姓が加藤から矢崎に変わったが[15]、2018年シーズンの登録名は旧姓の「加藤拓也」のままであった。2019年からは登録名も矢崎拓也に変更している[15]。後に離婚して姓は加藤に戻っているが登録名は矢崎のままとしている[16]。
  - 馬淵優佳（飛込選手）は、2021年12月の現役復帰後最初の大会には現姓である瀬戸で出場したが、ミキハウス所属となった2022年4月以降は旧姓で登録している。
  - 変わった例として、池田浩美（サッカー選手）は結婚した2007年はそのシーズン終了まで限定で「池田（磯崎）浩美」として現姓と旧姓を併記していた。
- 本名の表記を変える場合
  - 読みやすい漢字表記に変える他、縁起担ぎや姓名判断などによる場合もある。宝来眞紀子（旧名・麻紀子、バレーボール選手）、浜村健史（孝）・加藤英司（秀司）・山本浩二（浩司）・梨田昌孝（昌崇）・角盈男（三男）・松井稼頭央（和夫）・津田恒実（恒美、いずれもプロ野球選手）、石川巧（康）・黒崎比差支（久志）・古橋亨梧（匡梧）・遠藤雅大（昌浩、いずれもプロサッカー選手）、尾崎将司（正司）・中嶋（中島）常幸・近藤共弘（智弘、いずれもプロゴルファー）、四元奈生美（直美、プロ卓球選手）など。
  - 姓名のいずれか、あるいは両方を仮名表記にする場合もあり、岩本ツトム（勉）・濱中おさむ（治、いずれもプロ野球選手）、塩屋トオル（透、バスケットボール選手）、わたり（和足）哲也、たにひろえ（谷弘恵[9][注釈 2]）、ささきしょうこ（佐々木笙子[9][10]）、かねだひろみ（金田裕美[10]、いずれもプロゴルファー）、三星マナミ（眞奈美、プロスキーヤー）などが該当する。
  - 中央競馬の騎手・調教師の場合、戸籍上の本名に常用外漢字が使われている場合であっても、JRA（日本中央競馬会）の規定で認められていない為、常用漢字に修正される。戸崎圭太の場合、地方（大井競馬場）所属時代は常用外漢字を含む本名（戸﨑圭太）で登録されていたが、JRA移籍に際しJRAの規定に従い常用漢字に変更している。中央競馬の騎手が地方に遠征する場合、遠征先では本名で表記される場合があり、地方競馬全国協会のホームページ上では中央競馬所属の騎手・調教師も旧字体を使用して表記される[17][注釈 3]。
- 本名の一部を用いる場合
  - 姓（名字）がありふれている（鈴木、田中、佐藤など）、同姓の選手が同じチームにいる、フルネームが長すぎる、ファーストネームが珍しいなどの理由による場合が多い。上述のイチローのほかには、カツノリ（野村克則、プロ野球選手）、ロナウド、リバウド（プロサッカー選手）などがある。また外国人のスポーツ選手はミドルネームなどを持つことが多いが、登録名でミドルネームを省略するのも広い意味でこの例に含まれると考えられる。さらにプロ野球選手が本名の一部をアルファベット表記とした例では、SHINJO（新庄剛志）、MICHEAL（マイケル中村）、TSUYOSHI（西岡剛）がある。
  - この変形になるが、オリックス・バファローズでは近鉄・ブルーウェーブ時代から、本名のイニシャルを登録名にすることがある。主な例はダグ・ジェニングスの「D・J」、クリス・ドネルスの「C・D」、ジェレミー・パウエルの「JP」など。前述のジェレミー・ゴンザレスの「GG」もこのパターンである。また、名（ファーストネーム）のみをイニシャルとした例では、M.中村（マイケル中村）、T-岡田（岡田貴弘）、K-鈴木（鈴木康平）がある。
  - 変わった例としては、アメリカ人を父に持つ友利結が、アメリカ名と日本名それぞれの名字を取って「デニー友利」を登録名としていた。
  - 2016-2017年に巨人に在籍したギャレット・ジョーンズは同時期に同じジョーンズ姓の選手は在籍していなかったが登録名はギャレットであった。
  - ジョーダン・ノルベルトは2017年オフの中日ドラゴンズから東京ヤクルトスワローズへの移籍を機に登録名をミドルネームのアルメンゴとした。
  - 阪神のメル・ロハス・ジュニアはロハス・ジュニアを登録している。ジュニアはアメリカで偉大な父の名前にジュニアと付けて区別するもので、MLBではケン・グリフィー・ジュニアが有名。NPBではアレックス・ラミレスの義理の息子のラミレス・ジュニア、ゲイリー・バーナム・ジュニア、ルルデス・グリエル・ジュニアの3例がある。B.LEAGUEでは日米ハーフのケドリック・ストックマン・ジュニア、澤地サミュエル・ジュニア、ハーパージャンジュニアやフィリピン出身のレイ・パークスジュニアなども該当する。ミルトン・ヘンダーソン・ジュニアはジュニアの略表記であるJr.のアルファベット読みから登録名をジェイアール・ヘンダーソンとし、日本国籍取得後に桜木ジェイアールとしている。
- 愛称を用いる場合
  - 本名の一部が変化したものから、容姿等を由来とするものまで様々である。ペレ、ジーコ、ロナウジーニョ、カカなど、ブラジル人のサッカー選手に多く見られる。
  - 日本では佐藤和弘（プロ野球選手）が初の例といえる。入団当初、同姓の選手が4人いたため髪型を由来とする愛称「パンチ」と呼ばれていたが、鈴木一朗選手がイチローに改名の際、一緒に登録名とした。
  - 阪急ブレーブスがグレッグ・ウェルズを「ブームを呼ぶ男」の意味からブーマー・ウェルズ、ブラッド・レスリーを「野獣のようなプレースタイル」からアニマル・レスリー、近鉄バファローズが「タフな奴」という意味からカール・デリック・ローズをタフィ・ローズとするなど愛称と本名の姓を組み合わせた例もある。このパターンは古くはアメリカプロ野球のベーブ・ルースやサチェル・ペイジにまでさかのぼる。日本人選手にも「爺（＝G.G.）臭い」に由来するG.G.佐藤の例がある。プロバスケットボールにおいてもNBAのマジック・ジョンソンや、松井啓十郎が日本バスケットボールリーグのレラカムイ北海道において名乗ったKJ 松井（「KJ」はNCAA時代に呼ばれた愛称）がこれに該当する。
  - 巨人は2007年に獲得したジェレミー・ゴンザレスの登録名をGGとした。当時、巨人にはコロラド・ロッキーズから移籍した、ルイス・ゴンザレスと、オリックスから移籍した、ジェレミー・パウエルが在籍しており、どちらの選手とも被らない措置。
  - 愛称をミドルネームとして組み込んで登録名とすることもある。特にプロバスケットボールに多く、「ヘリコプターのようなプレースタイル」に由来するジョン・ヘリコプター・ハンフリーがひとつの例とされる。
  - プロゴルファーの中嶋常幸は、外国でのトーナメントに参戦する場合には本名である「常幸」（TSUNEYUKI）が外国人には発音しづらいという事情から、『Tommy Nakajima（トミー・ナカジマ）』を使用している[18]。同様の理由で青木宣親はMLB在籍時『Nori Aoki（ノリ・アオキ）』と呼ばれており、2014年の1シーズンのみ登録名としていた。
  - 尾崎三兄弟（尾崎将司、尾崎健夫、尾崎直道）の場合も中嶋と同じく本名（日本名）が呼びにくいという事情から、それぞれニックネームを用いて全米プロゴルフ協会（PGAツアー）に登録している（長男：将司＝「JUMBO OZAKI」[19]、次男：健夫＝「JET OZAKI」[20]、三男：直道＝「JOE OZAKI」[21]）。
- 変名を用いる場合
  - 本人や家族の意思、あるいは興行上の観点などから、本名とも一般に知られた愛称とも異なる登録名を用いることがある。上述の四股名やリングネームはほとんどこの例に含まれる。また、同じく上述のすし石垣も本名の聡志（さとし）が海外で発音しにくいため、日本食の中でも世界的に広く知られている「寿司」から取って「すし」に改名している。
  - F1ドライバーのネルソン・ピケやアイルトン・セナのように、母方の姓を登録名とした例もある。ピケの場合は、モータースポーツに反対する父親に隠すため母方姓を使った。
  - 1940年、プロ野球巨人のヴィクトル・スタルヒンは、反英米感情の激化により横文字表記が自粛されたことにより、須田博（すた・ひろし）と改名した。ただし、スタルヒンはロシア生まれで（日露関係も緊張状態にあった。なおスタルヒンは白系ロシア人でソ連政府とは敵対する立場）、亡命者のために国籍がなく、幼い頃より暮らしていた日本国籍の取得を希望していた。
  - 日本プロ野球では1942年に小鶴誠が、「飯塚誠」の名前で名古屋軍に入団している。それまで小鶴が所属していた八幡製鉄は軍需工業だったため、プロへの入団が認められていなかった。そこで小鶴は大学受験を名目に退団、出身地である福岡県飯塚市から名字を取って、偽名で入団した[22]。
  - 新聞紙面上などでの体裁に配慮して本名を変形させた登録名が用いられることもある。阪神タイガースのランディ・バスは好調・不調にかかわらず、新聞の見出し[注釈 4]がバス事業（阪神電鉄バス）も手がけていた（現在は分社化）親会社の阪神電気鉄道にとって不吉なものとなる恐れがあったことから、登録名では「ランディ・バース」と伸ばしている。
    - 2016年に北海道日本ハムファイターズに入団したアンソニー・バスは、親会社はバス事業を行っていないが上記ランディにあやかり、「アンソニー・バース」として登録された（綴りは同じ「Bass」）。

  - 大毎オリオンズに入団したフランク・マンコビッチは放送コード上の配慮から登録名を「フランク・マニー」とした。ロッテに入団したブライアン・シコースキーも発音としては「シコルスキー」がより近く入団当初はこの呼び方であったが、語感が好まれなかった。
  - 主に在日コリアンにおいては日本名（通名）で選手登録を行うケースが多く、これも登録名の一種とみなされる。プロ野球での金田正一、張本勲、新井宏昌、金城基泰、金石昭人、金村義明、中村武志、桧山進次郎、金城龍彦など。バスケットボールの岩本栄子、梁川禎浩。女子プロゴルフの滝浪愛。オートバイレースの片山敬済、フィギュアスケートの瀬尾妙実。
  - 郭源治は中華民国から1989年9月帰化し日本人としての本名「佳久源治」となったが、引き続き旧名を登録名とした。
  - 女子バスケットボール選手の岳婷は中華人民共和国から2010年帰化し日本人としての本名「中岳晴香」となったが、旧名のファーストネーム表記を変えた「岳亭」を登録名とした。
  - 陳大豊・陳大順の兄弟は大豊泰昭・大順将弘、母国・台湾でのファーストネームを日本プロ野球における登録名でのラストネームにしていた。
  - 台湾プロ野球（中華職業棒球聯盟・台湾職業棒球大聯盟）では、かつて外国人選手の登録名としてスポンサーの商標を使用していた。主な例としてホセ・カノ投手（ロビンソン・カノの父）が統一ライオンズ時代に球団の母体である統一企業から当時発売されていたカップラーメンの商品名から登録名を「阿Q」としている。類似する例として社会人野球の茨城ゴールデンゴールズでも選手毎にスポンサーを募り、練習試合に限り「企業（またはブランド）名+名前」を登録名として使用している。
- ジンクス、移籍、ポジションなどの変更での変更。
  - 読売ジャイアンツの片岡治大は、本名は片岡保幸[23]だが、2001年東京ガスに入社した後、ケガが多かったため、片岡易之（読みは同じ）で登録した。その後、同登録名で西武ライオンズからドラフト指名を受け、入団後も同登録名を使用。2012年、7月10日のソフトバンク戦で手首を痛め、9月16日に三角靭帯複合体損傷修復を受けたことから、12月30日に片岡治大に登録を変更した。現役引退後、巨人でコーチを務めているときも同登録名のままだった。なお、退団後は本名名義で活動している。
  - 大洋、横浜、広島で活躍した石井琢朗の本名は石井忠徳だが、大洋に入団して4年目、野手転向を機に石井琢朗に登録名を改めた。1997年に石井義人が入団したことにより、スコアボードなどの表記は石井琢、ユニホームの背ネームはT.ISHIIとされた。石井義人が2003年に移籍し、琢朗自身も2008年オフに横浜を自由契約となり広島へ移籍した。2003年以降、チームメイトに石井姓は居なかったが、引退し広島にコーチとして所属している間まで石井琢、背ネームもT.ISHII表記だった。前述の通り、巨人でも改名や漢字表記変更に伴う登録名の使用は認められているため、片岡、石井ともに巨人入団後もそれまでの登録名を使用している。

## 同姓同名での区別の例
- 日本野球機構管轄下のプロ野球史上、同姓同名の選手が同じチームに在籍した例が4例あり、その際には以下のように扱われた。なお、いずれのケースも登録名自体の変更は行われていない。

1. 高橋明：1971年 - 1972年に西鉄ライオンズに投手（→高橋明 (投手)）と外野手（→高橋明 (外野手)）が在籍。入団は外野手の方が早かったが、後から入った投手はすでに読売ジャイアンツで実績を残し、さらに巨人では高橋一三がいたため「高橋明」表記だったこともあり、表記上は投手を「高橋明」、外野手を「高橋外」とした。1972年限りで2人とも引退。
2. 佐藤文男：1982年に阪神タイガースに2人の投手が在籍。表記上は先に入った方を「佐藤文」、後から入った方を「佐藤男」とした。この年限りで「佐藤文」が引退し、翌年オフに「佐藤男」もロッテオリオンズにトレードされた。
3. 田中幸雄：1986年 - 1989年に日本ハムファイターズに投手（→田中幸雄 (投手)）と内野手（→田中幸雄 (内野手)が在籍。表記上は投手を「田中幸」、内野手を「田中雄」とした。1989年限りで投手が中日ドラゴンズにトレードされ、内野手は単に「田中」表記になったが、同姓の選手がいた1992年 - 1993年（田中実）と2000年 - 2007年（田中賢介）は「田中幸」表記となった。
4. 坂本勇人：2021年から読売ジャイアンツに内野手（→坂本勇人）（2007年入団）と捕手（→坂本勇人 (捕手)）（2021年入団）が在籍。表記上は内野手を「坂本勇人」、捕手を「坂本勇」とする[24]。なお巨人では2017年 - 2019年に坂本工宜が在籍していたが、この時期は内野手の坂本勇人は「坂本勇」と表記されていた（ただし、球場のスコアボードや日本テレビなどの一部マスコミでは「坂本」表記であった）。

- また同姓同名ではないが、2020年の東京ヤクルトスワローズでは吉田大成と吉田大喜が在籍し、通常の表記では2人とも「吉田大」となり区別が付かないため、スコアボードなど球団公式ではフルネーム表記としているが、一部のメディアでは吉田大成を「吉田成」、吉田大喜を「吉田喜」と表記している。
- 国際大会の例では、2023 ワールド・ベースボール・クラシックの中国代表にて、同姓同名の「陳晨」（チェン・チェン）が2名選出された。漢字圏では「陳晨（大）」（内野手、1995年生）と「陳晨（小）」（捕手、1999年生）で区別されたほか、英語でのスコアボードでは「C.CHEN 19」（大）「C.CHEN 33」（小）と背番号をつけて表記が行われた。
- また日本プロゴルフでも以下の事例がある。

1. 渡辺司：関東と関西に2人存在していたため、新聞等のメディアでは「渡辺司・東」、「渡辺司・西」と区別して記述していた[25]。ただし、トーナメントに常時出場していたのは関東の渡辺司であった。
2. 内田琴子：1997年プロテスト合格者と2021年6月プロテスト合格者が実在しており、日本女子プロゴルフ協会は後者に登録名として「内田琴子2」を提案し本人は一旦受け入れたが、その後「好きじゃなかった」と辞退し名をひらがな表記にした「内田ことこ」に変更した[25]。
3. 小川真由美：1977年5月プロテスト合格者と1994年8月プロテスト合格者が実在したが、「活動時期が大きく異なる」として登録名の変更はされなかった[25]。

- さらに韓国女子プロゴルフでは同姓同名の「イ・ジョンウン（朝: 이정은）」が6人もいるため（参考：Lee Jeong-eun）、1996年生まれで2017年の韓国女子ツアー賞金女王、及び2019年の全米女子オープン覇者の李晶恩は「イ・ジョンウン6（Jeong-Eun6 Lee）」でツアーに参加している[25][26]。
- サッカーでは東北電力→ブランメル仙台（現・ベガルタ仙台）に1990年から1996年まで「佐藤直樹」が2人存在しており、この時は新聞やスコアボード等では「佐藤直樹(GK)」、「佐藤直樹(FW)」と後ろに登録ポジション名を付けて記述していた。